# Burgmestre
El burgmestre és un funcionari municipal, comparable al batlle a Catalunya. Les seves funcions varien segons els països i en general és elegit democràticament. És la persona que presideix, amb poders diferents d'un país a l'altre, el consell municipal.
A Bèlgica, el burgmestre és el president del consell municipal i el cap de l'administració municipal. També és el cap de la policia municipal o participa en el consell de policia si el cos policíac serveix més d'un municipi. Al nivell municipal les seves competències són comparables a les d'un primer ministre.
Després de la reforma de l'estat belga de 2001, la seva denomenació va esdevenir la competència del govern de les regions. Abans era una prerrogativa reial representat pel governador provincial. Si les seves competències van romandre més o menys les mateixes, la manera d'elegir-lo va canviar a les diferents regions.

## Valònia
El Codi de la democràcia local i de la descentralització de Valònia volia promoure la democràcia directa. Segons aquest decret, el burgmestre és automàticament el candidat que ha obtingut el nombre més llarg de vots personals a la llista que ha obtingut el nombre més llarg de vots a les eleccions.
Aquest decret va causar problemes majors quan el 2007 a Charleroi, el partit socialista majoritari (el PS) va perdre un després de l'altre tots els seus elegits en un gran escàndol de malversacions i de corrupció. Va caldre fer una esmena «a mida» que no va plaure gaire. Molts partits van voler tornar a la situació anterior quan el consell municipal elegia el burgmestre.

## Flandes
A Flandes, el consell municipal proposa el burgmestre que el govern regional ha d'aprovar. El partit liberal Open VLD voldria introduir un sistema d'elecció directe del burgmestre.

## Brussel·les
A Brussel·les el burgmestre ha de ser proposat per a un mínimum d'un terç dels consellers municipals. Hi ha unes propostes per a introduir el sistema való, però després dels problemes a Charleroi, l'entusiasme per a la democràcia directe va minvar.

## Denominació a altres països
- Alemanya: Oberbürgermeister
- Bèlgica: burgemeester (neerlandès), bourgmestre (francès), Bürgermeister (alemany)
- Catalunya: batlle
- Castella: alcalde
- França: maire
- Itàlia: sindaco
- Portugal: prefeito
- Regne Unit: Lord Mayor